# Ministeri de la Presidència d'Espanya
El Ministeri de la Presidència d'Espanya és un dels departaments ministerials en els quals es divideix el govern d'Espanya. L'actual ministra és Carmen Calvo Poyato.

## Funcions
Les funcions del Ministeri de la Presidència són les següents:
- Totes aquelles que li encomani el President del Govern.
- La presidència de la Comissió General de Secretaris d'Estat i Sotssecretari.
- El secretariat del Consell de Ministres.
- L'exercici de les funcions genèriques del càrrec ministerial, previstes en els articles 12 i 13 de la Llei 6/1997, de 14 d'abril, d'Organització i Funcionament de l'Administració General de l'Estat, i en l'article 4 de la Llei 50/1997, de 27 de novembre, del Govern.
- L'exercici com a Portaveu del Govern.

Al llarg de la història ha rebut el nom de Ministeri de Relacions amb les Corts (1986-1993), i durant la primera legislatura el govern comptà amb Ignacio Camuñas Solís com a ministre adjunt per les Relacions amb les Corts, càrrec que ocupà des de 5 de juliol de 1977 fins al 28 de febrer de 1978.

## Estructura orgànica
- Vicepresident Primer del Govern i Ministre de la Presidència.
  - Director del Gabinet de la Vicepresidenta Primera del Govern.[1]
    - Director de Comunicació.
    - Centre per a la Prevenció i Lluita contra la Contaminació Marítima del Litoral.2019[cal citació]

  - Secretaria d'Estat de Relacions amb les Corts.
  - Secretaria d'Estat de Comunicació.
  - Sotssecretaria de la Presidència.[1]

### Organismes dependents
Hi depenen els següents organismes autònoms:
- Butlletí Oficial de l'Estat (BOE).
- Centre d'Investigacions Sociològiques (CIS).
- Centre d'Estudis Polítics i Constitucionals.

A més, depén orgànicament de la Presidència del Govern mitjançant aquest ministeri, el Consell d'Administració del Patrimoni Nacional.

## Llista de ministres de la Presidència d'Espanya
| Legislatura             | Inici                  | Finalització           | Nom                                      | Partit |
| ----------------------- | ---------------------- | ---------------------- | ---------------------------------------- | ------ |
| Constituent (1977-1979) | 4 de juliol de 1977    | 5 d'abril de 1979      | José Manuel Otero Novas                  | UCD    |
| I (1979-1982)           | 6 d'abril de 1979      | 3 de maig de 1980      | José Pedro Pérez Llorca                  | UCD    |
| I (1979-1982)           | 3 de maig de 1980      | 26 de febrer de 1981   | Rafael Arias Salgado Montalvo            | UCD    |
| I (1979-1982)           | 26 de febrer de 1981   | 1 de setembre de 1981  | Pío Cabanillas Gallas                    | UCD    |
| I (1979-1982)           | 1 de setembre de 1981  | 2 de desembre de 1982  | Matías Rodríguez Inciarte                | UCD    |
| II (1982-1986)          | 3 de desembre de 1982  | 25 de juliol de 1986   | Javier Moscoso del Prado                 | PSOE   |
| III (1986-1989)         | 26 de juliol de 1986   | 6 de desembre de 1989  | Virgilio Zapatero Gómez                  | PSOE   |
| IV (1989-1993)          | 7 de desembre de 1989  | 12 de juliol de 1993   | Virgilio Zapatero Gómez                  | PSOE   |
| V (1993-1996)           | 13 de juliol de 1993   | 5 de maig de 1996      | Alfredo Pérez Rubalcaba                  | PSOE   |
| VI (1996-2000)          | 6 de maig de 1996      | 27 d'abril de 2000     | Francisco Álvarez-Cascos                 | PP     |
| VII (2000-2004)         | 28 d'abril de 2000     | 28 de febrer de 2001   | Mariano Rajoy Brey                       | PP     |
| VII (2000-2004)         | 28 de febrer de 2001   | 10 de juliol de 2002   | Juan José Lucas Giménez                  | PP     |
| VII (2000-2004)         | 10 de juliol de 2002   | 3 de setembre de 2003  | Mariano Rajoy Brey                       | PP     |
| VII (2000-2004)         | 3 de setembre de 2003  | 17 d'abril de 2004     | Javier Arenas Bocanegra                  | PP     |
| VIII (2004-2008)        | 18 d'abril de 2004     | 14 d'abril de 2008     | Maria Teresa Fdz. de la Vega             | PSOE   |
| IX (2008-2011)          | 14 d'abril de 2008     | 20 d'octubre de 2010   | Maria Teresa Fdz. de la Vega             | PSOE   |
| IX (2008-2011)          | 20 d'octubre de 2010   | 22 de desembre de 2011 | Ramón Jáuregui                           | PSOE   |
| X (2011-2015)           | 22 de desembre de 2011 | 21 de desembre de 2015 | Soraya Sáenz de Santamaría               | PP     |
| XI (2015-2016)          | 22 de desembre de 2015 | 3 de novembre de 2016  | Soraya Sáenz de Santamaría (en funcions) | PP     |
| XII (2016-actualitat)   | 4 de novembre de 2016  | en el càrrec           | Soraya Sáenz de Santamaría               | PP     |

## Llista de ministres adjunts
| Legislatura             | Inici               | Finalització         | Nom                   | Partit |
| ----------------------- | ------------------- | -------------------- | --------------------- | ------ |
| Constituent (1977-1979) | 4 de juliol de 1977 | 28 de febrer de 1978 | Ignacio Camuñas Solís | UCD    |